# James Russell Lowell

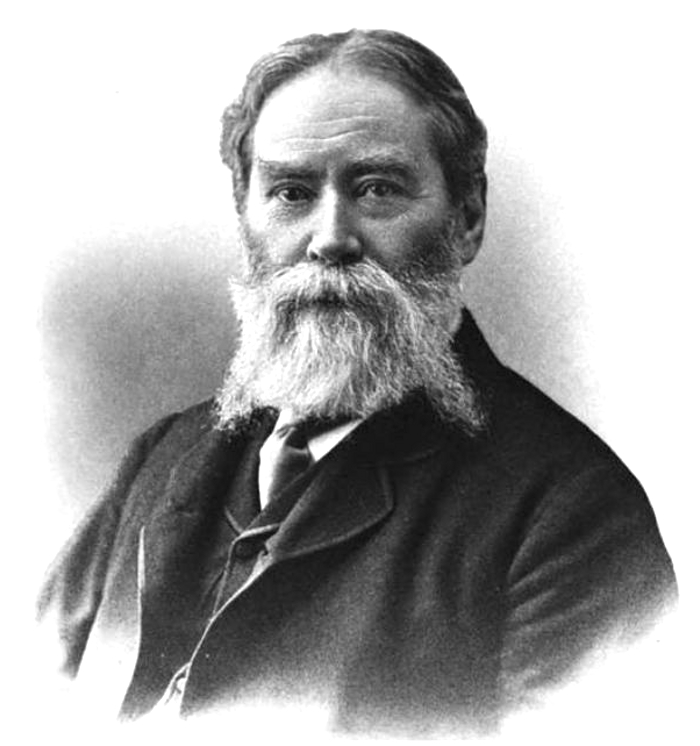
James Russell Lowell

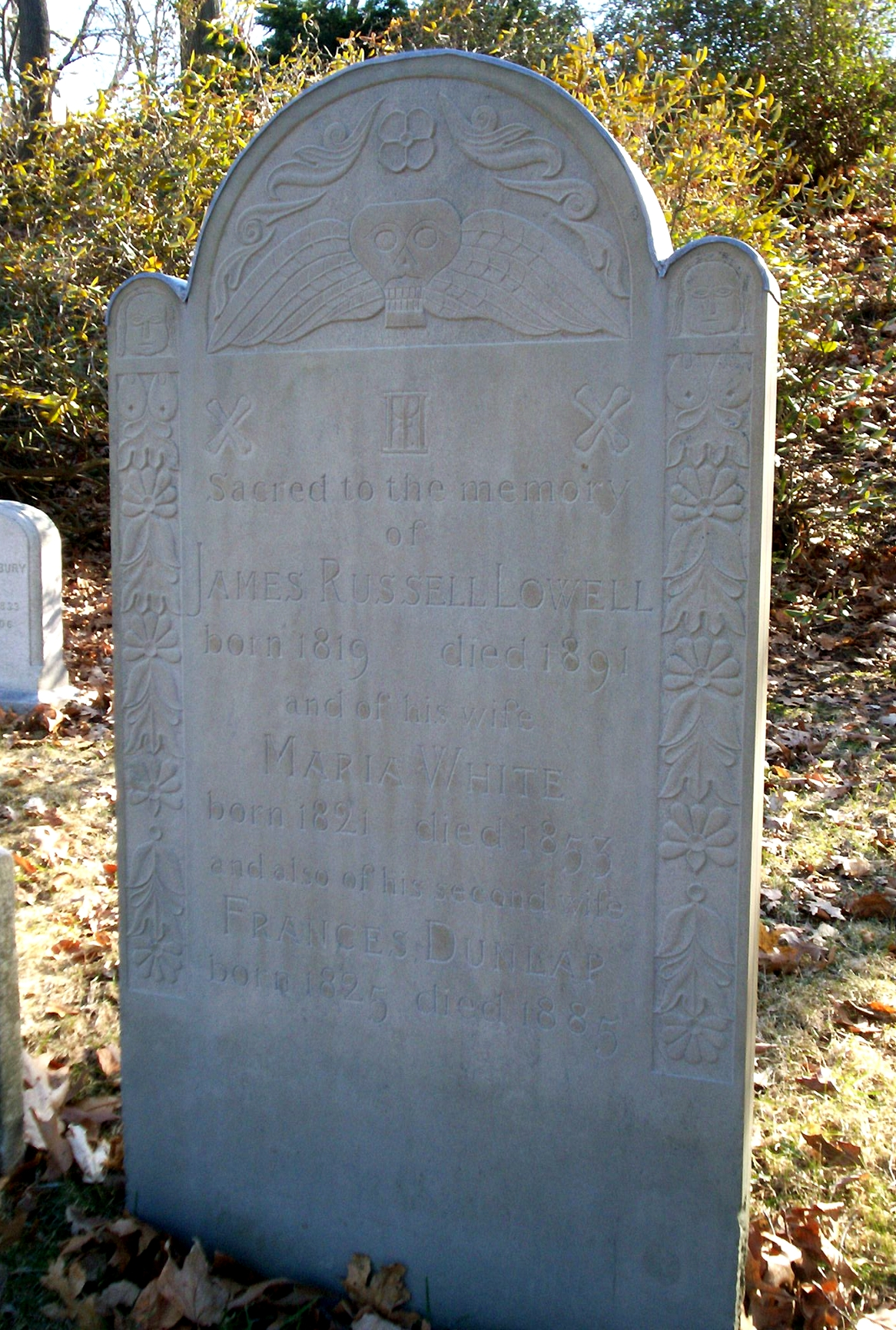
Lowells Grab auf dem Mount Auburn Cemetery in Cambridge, Massachusetts

James Russell Lowell (* 22. Februar 1819 in Cambridge, Massachusetts; † 12. August 1891 ebenda) war ein amerikanischer Lyriker, Essayist, Herausgeber, Hochschullehrer und Diplomat.

## Leben
Lowell stammte aus einer der ältesten Familien Neuenglands (einer der Brahmanen von Boston). Er studierte an der Harvard University (erst Harvard College, dann Harvard Law School) und begann bereits während seines Studiums mit literarischen Arbeiten. Seinem Debütwerk A Year’s Life and Other Poems von 1841 konnte er bereits drei Jahre später die Anthologie Poems folgen lassen, mit der er seinen literarischen Durchbruch als Lyriker erreichte.
1844 heiratete er die Schriftstellerin Martha White, die ebenfalls aus einer Bostoner Brahmanenfamilie stammte und die Schwester eines Klassenkameraden war. Durch seine Ehefrau begann sich Lowell für die Abschaffung der Sklaverei zu interessieren und veröffentlichte in dieser Zeit zahlreiche Essays und Reden. Trotz seiner Liberalität konnte er aber wohl nicht über alle konservativen Ansichten (Zitat Lowells „… die Notwendigkeit einer gesellschaftlichen Elite – einer exemplarischen Aristokratie“) hinwegsehen.
Im Lauf der Jahre wuchs sein Ruf als Poet. Man kannte ihn, sodass es kaum eine Frage nach der Autorschaft gab, als das Gedicht A Faible for Critics anonym erschien und sich satirisch mit zeitgenössischen Poeten und Kritikern auseinandersetzte. 1849 erschien der erste Teil seiner Biglow-Papers, ein Zyklus von Gedichten, verfasst im Yankee-Dialekt, mit denen Lowell zu aktuellen politischen Themen, wie z. B. dem Mexikanisch-Amerikanischen Krieg, auf satirisch-kritische Weise Stellung bezog.
1855 wurde Lowell in die American Academy of Arts and Sciences gewählt. Im selben Jahr berief man ihn zum Professor für Literatur an die Harvard University. Als solcher zeichnete er ab 1857 auch als Herausgeber der literarischen Zeitschrift The Atlantic Monthly verantwortlich. 1867 konnte Lowell den zweiten Teil seiner Biglow Papers veröffentlichen, in dem er den Bürgerkrieg thematisierte. Nach Ende des Krieges konnte er mit seinen Gedichten nicht mehr an frühere Erfolge anknüpfen, sodass er nun hauptsächlich als Essayist und Literaturkritiker veröffentlichte.
Sein zweibändiges Werk Among My Books beinhaltet seine wichtigsten Studien zu Dante Alighieri, Geoffrey Chaucer, John Keats, William Shakespeare und Edmund Spenser.
Als US-amerikanischer Botschafter vertrat Lowell zwischen 1877 und 1880 die Interessen seines Landes in Madrid am Hofe Königs Alfons XII. Anschließend wurde er nach London an den Hof Königin Victorias versetzt und hatte dieses Amt bis 1885 inne. Danach kehrte er in die USA zurück und zog sich in den folgenden Jahren immer stärker aus dem öffentlichen Leben zurück.
1889 wurde er zum Ehrenmitglied (Honorary Fellow) der Royal Society of Edinburgh gewählt.

## Werke (Auswahl)
- A Year’s Life and Other Poems (1841)
- Poems (1843)
- Poems. Second Series. (1848)
- A Fable for Critics (1848)
- The Vision of Sir Launfal (1849, eine Gralserzählung in Versen)
- Biglow Papers. Part 1 (1849)
- Biglow Papers. Part 2 (1867)
- Among my books (2 Bde., 1870–76)
- The Poetical Works. Houghton Mifflin, Boston, Mass. 1978, ISBN 0-395-25726-3.